# Mazel (geslacht)
Mazel is een van oorsprong uit de Languedoc afkomstig geslacht waarvan leden sinds 1894 tot de Nederlandse adel behoren.

## Geschiedenis
De stamreeks begint met Anthoine Mazel, timmerman, die omstreeks 1643 in de Languedoc werd geboren. Zijn zoon David (1675-1742) werd in 1712 poorter van Amsterdam. Een achterkleinzoon van de laatste, Jean Zacharie Mazel (1792-1884) werd secretaris-generaal van het ministerie van Buitenlandse Zaken, directeur van het Mauritshuis en was een kunstverzamelaar en etser, tekenaar, graveur en lithograaf; hij trouwde in 1820 met Maria Frederika Steyn Parvé (1795-1884), lid van de familie Parvé. Een zoon van het laatste echtpaar, de ambassadeur Jan Adriaan Mazel (1826-1906), werd bij Koninklijk Besluit van 24 februari 1894 verheven in de Nederlandse adel. Met een kleindochter van de laatste stierf de adellijke tak in 2007 uit.
In 1917 werd het geslacht (her)opgenomen in het genealogische naslagwerk Nederland's Patriciaat, eerdere opnames in 1940 en 1987.

## Enkele telgen
Jean Zacharie Mazel (1792-1884), secretaris-generaal van het ministerie van Buitenlandse Zaken, directeur van het Mauritshuis, kunstverzamelaar en etser, tekenaar, graveur en lithograaf; trouwde in 1820 met Maria Frederika Steyn Parvé (1795-1884), lid van de familie Parvé
- Ir. Lodewijk Hendrik Jan Jacob Mazel (1824-1897), hoofdingenieur Rijkswaterstaat, mede-oprichter Koninklijk Instituut van Ingenieurs
  - Mr. Jan Zacharias Mazel (1857-1922), advocaat-generaal gerechtshof te 's-Gravenhage
    - Louis Mazel (1868-1924), burgemeester van Kethel en laatstelijk van Elburg
      - Mr. Willem Hendrik Agathe Mazel (1908-1997), advocaat, adjunct-directeur van Shell Nederland
        - Prof. dr. Claudine Albertine Chavannes-Mazel (1949), kunsthistorica en hoogleraar Kunstgeschiedenis van de Middeleeuwen aan de Universiteit van Amsterdam; tussen 1972 en 1996 getrouwd met journalist mr. Marc Eugène Chavannes (1946).
- Jhr. Jan Adriaan Mazel (1826-1906), ambassadeur
  - Jhr. Julian Adrian Mazel (1869-1928), bisschop van de Vrije Katholieke Kerk
    - Jkvr. Dorothy Joan Mazel (1921-2007), laatste telg van de adellijke tak

Geslachten die opgenomen zijn in het sinds 1910 verschijnende genealogische naslagwerk Nederland's Patriciaat. Lijst volgens opgave van het CBG Centrum voor familiegeschiedenis.
A · B · C · D · E · F · G · H · I · J · K · L · M · N · O · P · Q · R · S · T · U · V · W · Y · Z